# ویکتور لیسیتسکی
ویکتور لیسیتسکی (روسی: Ви́ктор Ники́тович Лиси́цкий؛ زادهٔ ۱۳ اکتبر ۱۹۳۹) ژیمناست هنری اهل روسیه بود.